# سیاست پولی
سیاست پولی بر مبنای رابطه بین نرخ بهره در اقتصاد کشور - یعنی قیمتی که بر اساس آن می‌توان پول قرض گرفت - و کل عرضهٔ پول تعریف می‌شود. سیاست پولی از ابزارهای متنوعی جهت کنترل یک یا هر دوی این موارد بهره می‌جوید تا بر مواردی مانند رشد اقتصادی، تورم، نرخ ارز و بیکاری تأثیر بگذارد.
در شرایطی که در یک کشور انحصار نشر پول وجود دارد یا اینکه بانکهای ناشر پول به‌طور نظام‌مند و متصل به بانک مرکزی فعالیت می‌کنند، مقامات پولی توانایی تغییر در عرضهٔ پول و بنابراین نرخ بهره را به منظور دستیابی به اهداف سیاست پولی دارند.

## انواع سیاست‌های پولی
سیاست‌های پولی عموماً با در نظر داشتن نوسانات اقتصادی دو نوع تدبیر را پیش‌بینی کرده‌است که به سیاست پولی انبساطی و سیاست پولی انقباضی شهرت یافته‌اند.

### سیاست پولی انبساطی
سیاست پولی انبساطی به سیاست هایی گفته می‌شود که از طریق افزایش در عرضه پول خود را به هدف عمومی سیاست پولی می‌رساند یا به عبارت دیگر هر سیاستی یا تدبیری افزایش دهندهٔ عرضه پول را سیاست انبساطی پولی گویند.
این سیاست بیشتر در حالاتی قابل تطبیق و مثمر است که اقتصاد در حالت رکود باشد که در این حالت بانک مرکزی جهت برقراری تعادل در اقتصاد کشور و رفع اثرات نامطلوب این پدیده بر مقدار عرضه پول می‌افزاید تا اینکه از این طریق رکود را مهار کند.

به بیانی روشن تر بانک مرکزی و دولت هر کشور، زمانی که چرخ اقتصاد کند شده یا از حرکت ایستاده ، با اقداماتی مثل پایین بردن نرخ بهره بانکی ، حجم نقدینگی دست مردم را بیشتر می‌کند.  با پایین بردن نرخ بهره (به عنوان اصلی ترین واکنش دولت به رکود اقتصادی) مردم تشویق به عدم سرمایه گذاری های بانکی و همچنین گرفتن وام های بانکی میشوند. و سپس برای کسب سود ازین نقدینگی بخش بزرگی ازین سرمایه ها وارد یک بنگاه اقتصادی (در مقیاس های گوناگون از یک فروشگاه کوچک گرفته تا یک کارخانه یا شرکت تولیدی) شده و در نهایت به چرخش دوباره ی چرخ های اقتصادی آن کشور کمک بزرگی میکند‌‌.

### سیاست پولی انقباضی
سیاست‌های پولی انقباضی به تدابیری گفته می‌شود که از طریق کاهش در عرضه پول، اهداف عمومی سیاست‌های پولی را برآورده می‌سازد یا به عبارت دیگر هر نوع تدابیری کاهندهٔ عرضهٔ پول را سیاست پولی انقباضی گویند…

## اهداف سیاست پولی
حاجت به تأکید نیست که سیاست پولی جزئی از سیاست اقتصادی کشور است. به عبارت دیگر سیاست پولی جزئی از سیاست گذاری کلی تر است. همچنین بدیهی است که اهداف سیاست پولی کشور باید چنان تعیین و تبیین شود که هماهنگ و همساز باسیاست‌های دیگر، مجموعهٔ «سیاست اقتصادی» را درنیل به اهداف خود یاری دهد.

### در کل می‌توان اهداف سیاست‌های پولی را چنین بیان کرد
1. اشتغال کامل
2. رشد اقتصادی
3. ثبات قیمت‌ها
4. ثبات نرخ بهره
5. ثبات در بازارهای مالی
6. ثبات در بازار ارز

### عمده‌ترین اهداف سیاست پولی در اقتصاد
۱-تسریع رشد اقتصادی
۲-ایجاد اشتغال کامل
۳-تثبیت سطح عمومی قیمت‌ها
۴-ایجاد تعادل در موازنهٔ پرداخت‌های خارجی.

## ابزارهای سیاست گذاری پولی
دست یافتن به اهداف سیاست‌های پولی مستلزم در اختیار داشتن ابزارها و وسایلیاست. این ابزارها عبارتند از:
۱-نرخ بهره:پولی که در ازای سپرده گذاری افراد به آن‌ها تعلق می‌گیرد و به آن سود بانکی می‌گویند.
۲-نرخ سپرده قانونی:منظور از این نرخ این است که بانک مرکزی یا هر دستگاه کنترل‌کنندهٔ اعتبارات، بانک هارا مجبور کند که نسبت معینی از سپرده‌های مشتریان خود را نزد بانک مرکزی نگهداری کنند.
۳-نرخ تنزیل مجدد:نرخ بهره‌ای است که بانک مرکزی اسناد مدت دار (سفته وبرات) بانک‌های تجاری را تنزیل می‌کند وبر اساس آن به بانک‌ها وام می‌دهد.
۴-کنترل کمی وکیفی اعتبارات:منظور تعیین و تنظیم اعتبارات در مجرای صحیح تولیدی و در جهت اعمال سیاست ارشادی دولت است.
۵-شرکت در عملیات بازار باز:بانک مرکزی بااتخاذ این سیاست می‌تواند با خرید یا فروش اوراق بهادار بازار آزاد برمقدار و عرضهٔ پول و در نتیجه بر فعالیت اقتصادی اثر بگذارد…

## ابزارهای سیاست پولی در ایران
در اجرای سیاست پولی، بانک مرکزی می‌تواند مستقیماً از قدرت تنظیم‌کنندگی خود استفاده نموده یا به‌طور غیرمستقیم از اثرگذاری بر روی شرایط بازار پول به عنوان انتشار دهنده پول پرقدرت (اسکناس و مسکوک در جریان و سپرده‌های نزد بانک مرکزی) استفاده نماید. بر همین اساس دو نوع ابزار سیاست پولی قابل تفکیک می‌باشد که ابزارهای مستقیم (عدم اتکا بر شرایط بازار) و غیرمستقیم (مبتنی بر شرایط بازار) سیاست پولی نامیده می‌شوند. ابزارهای سیاست پولی در ایران بر مبنای تفکیک مذکور به شرح ذیل می‌باشد.

### ابزارهای مستقیم
۱–۱ کنترل نرخ‌های سود بانکی:
در کشور ما با اجرای قانون عملیات بانکی بدون ربا و معرفی عقود با بازدهی ثابت و مشارکتی، ضوابط تعیین سود یا نرخ بازده مورد انتظار ناشی از تسهیلات اعطایی بانکها و حداقل و حداکثر سود یا بازده مورد انتظار بر طبق ماده (۲) آیین‌نامه فصل سوم قانون عملیات بانکی بدون ربا بر عهده شورای پول و اعتبار می‌باشد. همچنین بر طبق ماده (۳) آیین‌نامه فصل چهارم قانون مذکور بانک مرکزی می‌تواند در تعیین حداقل نرخ سود (بازده) احتمالی برای انتخاب طرح‌های سرمایه‌گذاری یا مشارکت و نیز تعیین حداقل یا عنداللزوم حداکثر نرخ سود مورد انتظار یا نرخ بازده احتمالی برای سایر انواع تسهیلات اعطایی بانکی دخالت نماید. (البته به دلیل ضعف در اجرای عملیات بانکداری بدون ربا توسط بانکهای تجاری، در برخی موارد، بانکداری در ایران با نزول از اشخاص برابر است و کامل آلوده به ربا است)
۱–۲ سقف اعتباری:
این نوع ابزارهای پولی با ایجاد محدودیت‌های اعتباری و اعطای اعتبارات مستقیم به همراه منظور کردن اولویت در امر اعطای اعتبارات بانکی در مورد بخش‌های خاص اقتصادی عملاً اقدام به جهت‌دهی اعتبارات به سمت بخش‌های مورد نظر می‌نماید. براساس ماده ۱۴ قانون پولی و بانکی کشور، بانک مرکزی می‌تواند در امور پولی و بانکی دخالت و نظارتهایی داشته باشد که از جمله مفاد آن محدود کردن بانکها، تعیین نحوه مصرف وجوه سپرده‌ها و تعیین حداکثر مجموع وامها و اعتبارات در رشته‌های مختلف است.

### ابزارهای غیرمستقیم
۲–۱ نسبت سپرده قانونی:
نسبت سپرده قانونی از جمله ابزارهای سیاست پولی بانک مرکزی می‌باشد. بانکها موظفند همواره نسبتی از بدهیهای ایجاد شده و به‌طور اخص سپرده‌های اشخاص نزد خود را در بانک مرکزی نگهداری کنند. بانک مرکزی از طریق افزایش نسبت سپرده قانونی حجم تسهیلات اعطایی بانکها را منقبض و از طریق کاهش آن، اعتبارات بانکها را منبسط می‌نماید. بر طبق ماده (۱۴) قانون پولی و بانکی نسبت سپرده قانونی از ۱۰ درصد کمتر و از ۳۰ درصد بیشتر نخواهد بود و بانک مرکزی ممکن است برحسب ترکیب و نوع فعالیت بانکها نسبتهای متفاوتی برای آن تعیین نماید.
۲–۲ اوراق مشارکت بانک مرکزی:
اجرای بهینه سیاست‌های پولی توسط بانک مرکزی، توسط ابزار اصلی و محوری عملیات بازار باز صورت می‌گیرد که به بانکها انعطاف لازم را در مدیریت نقدینگی و مداخله در بازار پولی اعطاء می‌نمایند. به منظور توسعه و بسط عملیات بازار باز و اجرای سیاست‌های پولی از حیث مدیریت نقدینگی و تأثیر بر بازار پول و سرمایه، یافتن بدیلهای مناسب در قالب موازین شرع مقدس اسلام بعد از اجرای قانون عملیات بانکی بدون ربا از جایگاه ویژه‌ای برخوردار گردید. اوراق قرضه به جهت مبتنی بودن بر بهره، اصولاً در اسلام پذیرفته شده نیست. لیکن اوراق مشارکت و سهیم نمودن سرمایه‌گذاران در فعالیت‌های اقتصادی و پرداخت سودهای واقعی نه‌تنها با مانع مواجه نیست بلکه مورد تشویق نیز می‌باشد. برای اولین بار، براساس ماده ۹۱ قانون برنامه سوم به بانک مرکزی اجازه داده شد که با تصویب شورای پول و اعتبار، از اوراق مشارکت بانک مرکزی استفاده نماید. شایان ذکر است که براساس برنامه چهارم توسعه، انتشار اوراق مشارکت بانک مرکزی با تصویب مجلس شورای اسلامی مجاز خواهد بود.
انتشار و عرضه اوراق مشارکت بانک مرکزی از جمله ابزارهای سیاست انقباضی و اجرای عملیات بازار باز می‌باشد؛ بطوری‌که با عرضه این اوراق از حجم نقدینگی کاسته‌شده و وجوه این اوراق نزد بانک مرکزی مسدود می‌گردد. در بخش پایه پولی نیز انتشار این اوراق موجب افزایش جزء بدهیهای بانک مرکزی و کاهش پایه پولی خواهد شد؛ لذا در مجموع انتشار اوراق موجبات کاهش رشد نقدینگی را فراهم می‌سازد. در واقع سیاستگذار پولی را قادر می‌نماید تا در مواقع لزوم از طریق کنترل نقدینگی، دستیابی به نرخ تورم پایین را میسر سازد.
۲–۳ سپرده ویژه بانکها نزد بانک مرکزی:
یکی از مهم‌ترین اقداماتی که در جهت استفاده مطلوب از ابزارهای غیرمستقیم پولی در چارچوب قانون عملیات بانکی بدون ربا صورت گرفت، اجازه افتتاح حساب سپرده ویژه بانکها نزد بانک مرکزی است که در اواخر سال ۱۳۷۷ به تصویب شورای پول و اعتبار رسید. هدف اصلی از اجرای این طرح، اعمال سیاست‌های پولی مناسب جهت کنترل و مهار نقدینگی از طریق جذب منابع مازاد بانکها بوده‌است. لازم است ذکر شود که بانک مرکزی به سپرده ویژه بانکها نزد خود براساس ضوابط خاصی سود پرداخت می‌کند.
سیاست پولی فرایندی است که به وسیله آن مقامات پولی یک کشور عرضه پول را اغلب با هدف تنظیم نرخ بهره به منظور رشد اقتصادی، پایداری و ثبات نسبی قیمت‌ها و کاهش بی‌کاری کنترل و مهار می‌کنند. به‌طور معمول دو سیاست پولی انقباضی و انبساطی وجود دارد که براساس آن‌ها عرضه پول به منظور رسیدن به اهداف ویژه در شرایط متفاوت اتخاذ می‌شوند. در سیاست انبساطی فراوری پول بیش از حد معمول می‌شود و هدف مقابله با بی‌کاری در یک وضعیت رکود اقتصادی از طریق کاهش نرخ بهره به امید جلب اعتماد بازرگانان در گسترش فعالیت‌های اقتصادی است. در سیاست انقباضی قصد کاهش تورم به امید جلوگیری از زوال و کجروی ارزش‌های دارایی است. سیاست پولی با سیاست مالی که به امور مالیات، هزینه‌های دولتی و استقراض و بدهی و امور اعتباری دولتی در اقتصاد مربوط است، تفاوت دارد.

## نظریه
اعتماد به سیاست پولی اعلام شده از سوی سیاستگذاران از اهمیت بالایی برخوردار است. چنانچه فعالان بخش خصوصی (مصرف‌کنندگان و بنگاه‌های اقتصادی) باور داشته باشند که سیاستگذاران مصمم به کاهش تورم هستند، پیش‌بینی خواهند کرد که قیمت‌ها در آینده کاهش می‌یابد (این که انتظارات آن‌ها چگونه شکل می‌گیرند، موضوع دیگری است. برای مثال انتظارات عقلایی را با انتظارات تطبیقی مقایسه نمائید). اگر کارمند یا کارگری انتظار داشته باشد که قیمت‌ها در آینده بالا بروند، برای تطبیق این قیمت‌ها، قراردادی را با دستمزد بالا امضا خواهد کرد؛ بنابراین، انتظار دستمزد در تنظیم [قرارداد] دستمزد، بین کارگر و کارفرما اثر دارد؛ لذا برای دستیابی به سطح پایین تورم، فعالان بخش خصوصی باید اعتقاد داشته باشند که آنچه [از طرف مقامات پولی] اعلام می‌شود واقعاً در سیاست‌های آینده منعکس خواهد شد. چنانچه این باور در کارگزاران بخش خصوصی به وجود نباید، به هنگام تنظیم دستمزد، تورم سطح بالایی پیش‌بینی شده، دستمزدها بالاتر خواهند رفت. افزایش دستمزدها به معنای افزایش تقاضای مصرف‌کننده (تورم ناشی از فشار تقاضا) و ازدیاد هزینه بنگاه‌های اقتصادی (تورم ناشی از فشار هزینه) خواهد بود. بنابر این، تورم افزایش می‌یابد؛ لذا چنانچه اعلان سیاست‌ها از سوی سیاست گذاران، قابل پذیرش نباشد، سیاست نتیجه و تأثیر مطلوب خود را نخواهد داشت.
اگر سیاست گذاران بر این باور باشند که کارگزاران بخش خصوصی سطح پایینی از تورم را پیش‌بینی کرده‌اند، انگیزه برای اتخاذ سیاست پولی انبساطی وجود خواهد داشت (در شرایطی که فایده نهایی افزایش تولید کل بیش از هزینه نهایی ایجاد تورم باشد)؛ اگر چه با فرض آنکه کارگزاران بخش خصوصی دارای انتظارات عقلایی هستند آنان از این انگیزهٔ سیاستگذاران مطلع هستند؛ بنابراین کارگزاران بخش خصوصی می‌دانند که اگر تورم پایینی را پیش‌بینی کنند، سیاست انبساطی اتخاذ خواهد شد که نتیجهٔ آن افزایش تورم خواهد بود. نتیجتاً آنان انتظار تورم بالا را خواهند داشت (مگر این که سیاستگذاران بتوانند اثربخشی سیاست خود را در مورد تورم پایین بقبولانند). این پیش‌بینی از طریق انتظارات تطبیقی (رفتار تنظیم دستمزد) انجام می‌شود؛ بنابراین، تورم بالاتری وجود دارد (بدون وجود فایدهٔ افزایش بازده). در نتیجه، در صورتی که [بخش خصوصی] به سیاست‌ها اعتماد نداشته باشد، سیاست پولی انبساطی شکست خواهد خورد.
اعتباربخشی به سیاست‌های اتخاذی از راه‌های مختلفی صورت می‌پذیرد. یکی از این روش‌ها، تأسیس بانک مرکزی مستقل با هدف نگه داشتن تورم در سطح پایین (و بدون توجه به سطح تولید) است؛ بنابراین، کارگزاران بخش خصوصی می‌دانند که تورم پایین خواهد بود به دلیل این که [این سیاست] توسط یک هیئت مستقل دنبال می‌شود. بانک‌های مرکزی می‌توانند محرک‌هایی را برای رسیدن به اهداف ایجاد می‌نمایند. (برای مثال، بودجه‌های بیشتر، یا پاداش دستمزد برای رئیس بانک) تا شهرت (یا اعتبار) خود را افزایش دهند و تعهد محکمی را به نسبت هدف سیاست، نشان دهند. شهرت، در اجرای سیاست پولی، عامل مهمی است. اما ایده شهرت نباید با تعهد اشتباه گرفته شود. در حالی که یک بانک مرکزی ممکن است شهرت مطلوبی را به دلیل عملکرد خوب خود در اجرای سیاست پولی داشته باشد، همان بانک مرکزی ممکن است هیچ شکل خاصی از تعهد را انتخاب نکند (مانند مشخص کردن محدودهٔ خاصی برای تورم). شهرت نقش مهمی را در تعیین این موضوع ایفا می‌کند که تا چه اندازه بازارها به اعلان یک سیاست خاص برای دستیابی به یک هدف، اعتقاد دارند اما این مفهوم‌ها نباید یکسان فرض شوند. همچنین توجه داشته باشید که تحت انتظارات عقلانی، لازم نیست سیاست گذار، شهرت خود را از طریق اقدامات و سیاست‌های قبلی اثبات نماید. به عنوان مثال، اعتبار رئیس بانک مرکزی ممکن است کاملاً از ایدئولوژی او، زمینهٔ شغلی و موقعیت‌های عمومی او و …باشد.
در حقیقت بیان شده‌است که برای از بین بردن بعضی از آسیبهای مربوط به بی‌ثباتی زمان اجرای سیاست پولی (در تورم بالا)، به‌طور متوسط، رئیس بانک مرکزی باید نسبت به بقیه اعضای اقتصادی، فاصلهٔ بیشتری از تورم داشته باشد. بنابر این، شهرت یک بانک مرکزی خاص الزاماً به عملکرد گذشتهٔ آن مربوط نمی‌شود، بلکه به تنظیمات سازمانی خاصی مربوط است که بازارها می‌توانند از آن استفاده کنند تا انتظارات تورم را شکل دهند.
علی‌رغم بحث فراوان در مورد قابلیت اعتباری که به سیاست پولی مربوط می‌شود، معنای دقیق قابلیت اعتبار (credibility) به ندرت تعریف شده‌است. این عدم وضوح می‌تواند باعث شود سیاست پولی از اعتقاد به سودمندی دور شود. برای مثال، توانایی خدمت به منفعت عمومی یک جنبه از اعتبار داشتن سیاست‌های پولی است که اغلب با بانک‌های مرکزی در ارتباط است. اعتماد به آنچه که یک بانک مرکزی با آن پیمان می‌بندد نیز یک جنبهٔ دیگر است. در حالی که تقریباً همه موافق هستند یک بانک مرکزی نباید به عموم دروغ بگوید، عدم توافق گسترده‌ای دراین مورد وجود دارد که چگونه یک بانک مرکزی می‌تواند در جهت منفعت عمومی کار کند. بنابر این، عدم وجود تعریف [توافق شده] می‌تواند باعث شود مردم اعتقاد پیدا کنند که در حالی که مقامات بانک مرکزی می‌خواهند به سیاست‌هایشان اعتماد شود در واقع از سیاست دیگری حمایت می‌نمایند.

## تاریخ سیاست پولی
سیاست پولی با نرخهای بهره و فراهم بودن اعتبار در ارتباط است. ابزار سیاست پولی شامل نرخهای بهره کوتاه مدت و ذخایر بانکی از طریق پایهٔ پولی بوده‌است. برای قرن‌های متمادی فقط دو شکل سیاست پولی وجود داشت، (۱) تصمیمات در مورد ضرب سکه، (۲) تصمیم برای چاپ پول کاغذی برای خلق اعتبار. درحالی که نرخهای بهره هم‌اکنون به عنوان بخشی از قدرت پولی در نظر گرفته می‌شود، در گذشته به‌طور کلی هماهنگ با دیگر اشکال سیاست یا خط مشی پولی نبودند. سیاست پولی به عنوان یک تصمیم اجرایی دیده می‌شد، و به‌طور کلی در اختیار صاحبان قدرت با حق ضرب سکه بود. با پیدایش و پدید آمدن شبکه‌های بزرگتر تجارت رابطهٔ بین نقره و طلا، و بین پول رایج محلی و پولهای رایج خارجی قیمتی برقرار گردید، این نرخ رسمی می‌توانست به وسیله قانون ضمانت شود، حتی اگر با قیمت بازار تفاوت می‌داشت.
Jiaozi پول کاغذی موجود در قرن هفتم در چین بود جایگزین پول‌های رایج نشد و همراه با سکه‌های مسین مورد استفاده قرار گرفته بودند. سلسلهٔ yuan اولین دولتی بود که اسکناس را به عنوان پول غالب مورد استفاده قرار داد. در دوره‌های آخر دودمان yuan با توجه به کمبود انبوه مسکوک (سکه) برای تأمین هزینهٔ جنگ آن‌ها شروع به چاپ بدون حد اسکناس کردند که منتج به تورم نجومی (hyperinflation) گردید.
با پیدایش بانک انگلستان در سال ۱۶۹۴ که مسئولیت چاپ اسکناس و تأمین پشتوانه طلا را بدست آورد ایده سیاست پولی به عنوان یک [نهاد] مستقل مطرح گردید. هدف سیاست پولی حفظ ارزش ضرب سکه، چاپ اسکناس با ارزش برابر با و جلوگیری از از جریان افتادن سکه بود. تأسیس بانکهای مرکزی به وسیله ملل صنعتی، با هدف حفظ ارزش پول با استاندارد طلا و تجارت محدود با سایر کشورهایی که از استاندارد طلا استفاده می‌کردند بود. به منظور برآوردن این هدف، بانکهای مرکزی به عنوان بخشی از استاندارد طلا اقدام به تعیین نرخهای بهره‌ای که بر اساس آن‌ها قرض کنندگانشان و دیگر بانکها را شارژ می‌کردند نمودند. استاندارد طلا تقریباً نیازمند تعدیل و تسویه نرخهای بهره به‌طور ماهیانه می‌باشد.